# Strobilanthes humblotii
Strobilanthes humblotii är en akantusväxtart som beskrevs av Raymond Benoist. Strobilanthes humblotii ingår i släktet Strobilanthes och familjen akantusväxter. Inga underarter finns listade i Catalogue of Life.